# Kölntor (Düren)

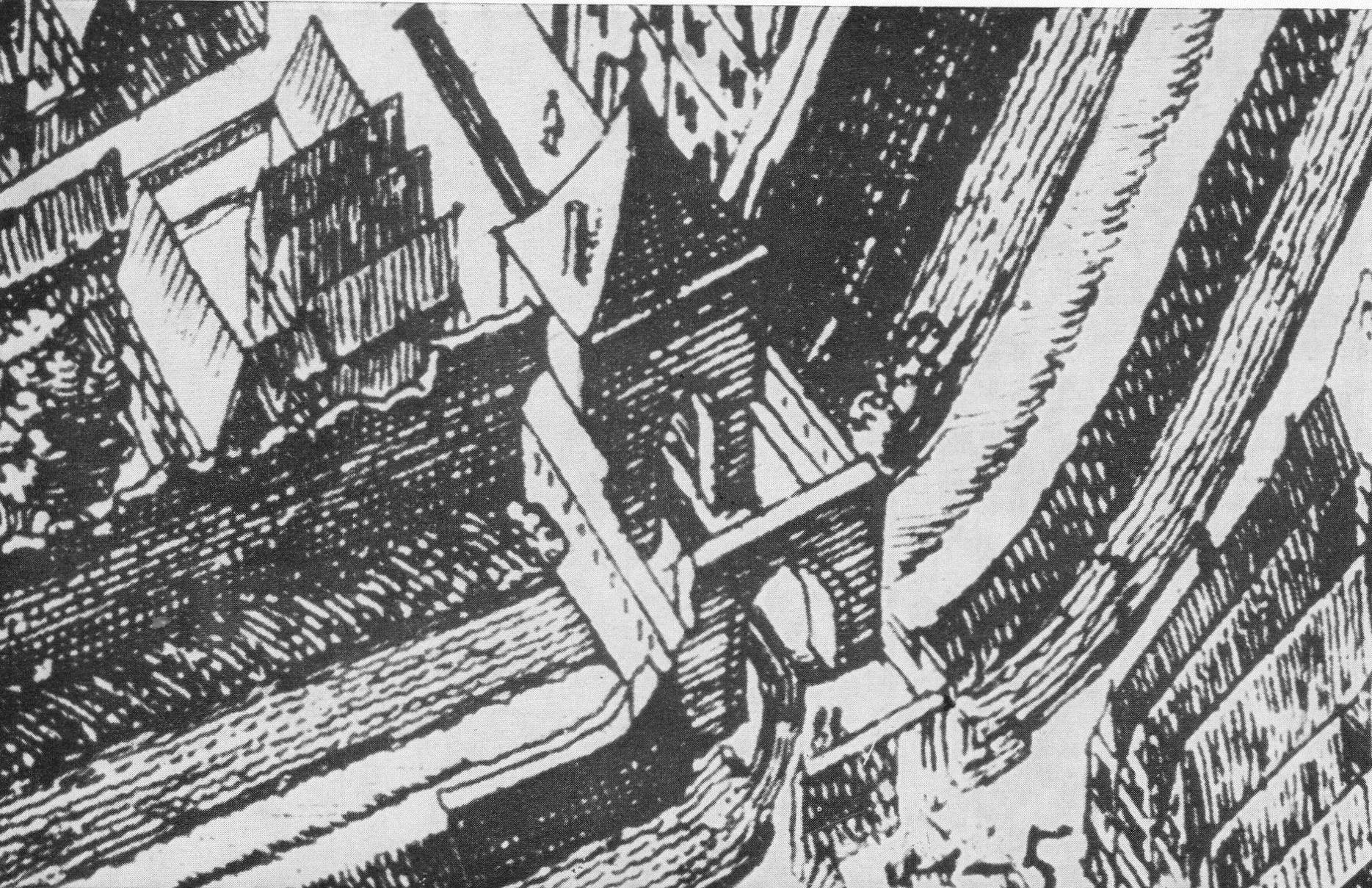
Das Kölntor von 1634

Das im Jahre 1361 erstmals erwähnte Kölntor war ein Stadttor in Düren in Nordrhein-Westfalen. Es befand sich in der Kölnstraße etwa in Höhe der Einmündung in die Schützenstraße vor dem heutigen Postgebäude. Von hier aus führte die Heerstraße nach Köln.
Das Turmtor war zweigeschossig und hatte Spitzbogenportale. Es gehörte zur Dürener Stadtbefestigung. Nach der Zerstörung 1543 wurde das Kölntor 1558 und Oktober 1586 komplett neu errichtet. Nachdem das mittelalterliche Kölntor 1817 niedergelegt worden war, errichtete der Fabrikant Edmund Hoesch an dieser Stelle ein Wohnhaus mit Tordurchfahrt, das sogenannte jüngere Kölntor. Dieses war der verkehrsmäßigen Ausdehnung der Stadt natürlich genau so hinderlich wie das alte Tor. Ein Rechtsstreit zwischen der Stadt und dem Eigentümer Edmund Hoesch über den Ankauf und Abbruch dauerte Jahrzehnte, bis man sich einigen konnte. Am 9. Juli 1884 wurde das jüngere Kölntor niedergelegt und der Weg nach Osten wurde somit frei.